# Gamma Pavonis
Gamma Pavonis (γ Pav / HD 203608 / HR 8181) è una stella della costellazione del Pavone, posta a 30,2 anni luce di distanza dal sistema solare. Si tratta di una stella della sequenza principale, di classe spettrale F9-V e di magnitudine apparente +4,22.

## Osservazione

Posizione della stella nella costellazione del Pavone.

Si tratta di una stella situata nell'emisfero celeste australe. La sua posizione è fortemente australe e ciò comporta che la stella sia osservabile prevalentemente dall'emisfero sud, dove si presenta circumpolare anche da gran parte delle regioni temperate; dall'emisfero nord la sua visibilità è invece limitata alle regioni temperate inferiori e alla fascia tropicale. La sua magnitudine pari a 4,2 fa sì che possa essere scorta solo con un cielo sufficientemente libero dagli effetti dell'inquinamento luminoso.

## Caratteristiche
Gamma Pavonis è una nana gialla di tipo spettrale F9V e con una temperatura superficiale di circa 6.150 K. Ha caratteristiche fisiche comparabili a quelle del nostro Sole: la luminosità è del 50% maggiore di quella solare, il raggio è più grande del 15%, mentre la massa 1,2 volte quella solare.
Come il nostro Sole ha una bassa velocità di rotazione, stimata da 1,8 a 2,4 km/s. La metallicità, basata sull'abbondanza di ferro, è piuttosto bassa e compresa tra il 12 e il 25% di quella solare, con una media delle stime attorno al 15%. L'età è stimata in 7.250 ± 70 milioni di anni, sensibilmente maggiore di quella solare, anche se non pare ci sia completo accordo a proposito dell'età, visto che nel Geneva-Copenaghen Catalogue di J. Holmberg e colleghi del 2008 l'età è mostrata sensisbilmente minore; 1 miliardo di anni con un limite massimo di quattro miliardi.
Possiede un elevato momento angolare attorno alla Galassia, il che ha portato alcuni a ritenere che si tratti di una vecchia stella del disco galattico, mentre altri la considerano una stella dell'alone.
Gamma Pavonis mostra un eccesso di emissione infrarossa, che si attribuisce alla presenza del disco protoplanetario riscaldato dalla stella.
Data la forte similitudine con il nostro Sole, è stata inserita al 14 posto tra le cento stelle selezionate dal Terrestrial Planet Finder (TPF) per la ricerca di pianeti terrestri. Si ritiene che la sua zona abitabile si trovi all'incirca a 1,2 UA.

## Il cielo visto da Gamma Pavonis

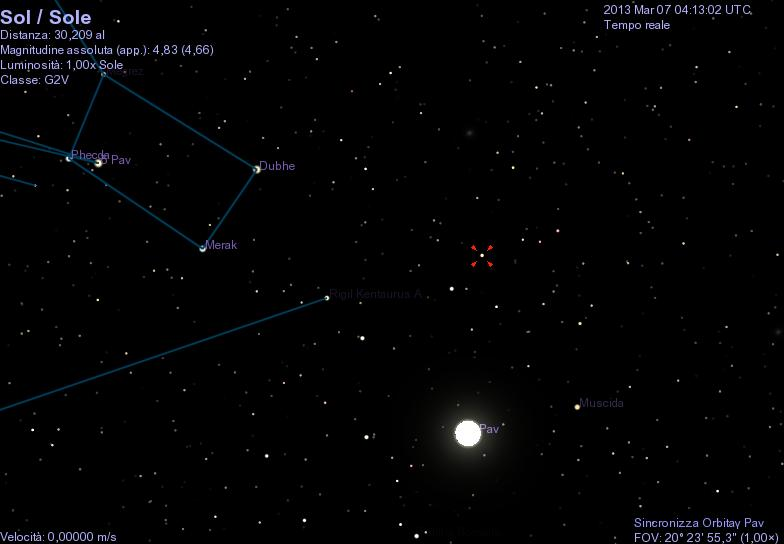
Il Sole visto da Gamma Pavonis, in una simulazione di Celestia.

La stella più vicina a Gamma Pavonis è la nana rossa Gliese 877, che dista 6,6 anni luce, mentre a circa 9 anni luce si trovano altre tre nane rosse che, come Gliese 877, sarebbero comunque troppo deboli per essere viste a occhio nudo da γ Pavonis. A 9,3 a.l. si trova invece Zeta Tucanae, una nana gialla analoga al Sole che brillerebbe di magnitudine +1,84, meno luminosa della subgigante gialla Beta Hydri, che distante poco più di 10 anni luce avrebbe una magnitudine di +0,94. Non sono molte le stelle luminose nei pressi di γ Pavonis, infatti le cinque più brillanti viste da un ipotetico pianeta in orbita attorno ad essa sono lontane centinaia di anni luce, come Canopo (-0,73), Achernar, Rigel, Agena e Betelgeuse. A 19 anni luce si trova Fomalhaut, che con una magnitudine di +0,54, sarebbe la sesta stella più luminosa vista da γ Pavonis. Il Sole sarebbe una debole stellina di magnitudine +4,66 visibile non lontano da Alfa Centauri e dall'Orsa Maggiore, che a differenza di come è vista dalla Terra avrebbe una stella di seconda magnitudine in più all'interno del "mestolo", cioè Delta Pavonis, distante 10 anni luce da γ Pavonis.